# كارلز بلاناس
كارلز بلاناس (بالإسبانية: Carles Planas Antolínez) هو لاعب كرة قدم إسباني في مركز ظهير ‏، ولد في 4 مارس 1991 في سان سيلوني في إسبانيا. شارك مع منتخب إسبانيا تحت 17 سنة لكرة القدم ومنتخب إسبانيا تحت 18 سنة لكرة القدم ومنتخب إسبانيا تحت 19 سنة لكرة القدم ومنتخب إسبانيا تحت 20 سنة لكرة القدم ومنتخب إسبانيا تحت 21 سنة لكرة القدم. أما مع النوادي، فقد لعب مع سيلتا فيغو ونادي برشلونة ب ونادي برشلونة.

## وصلات خارجية
- كارلز بلاناس على موقع الاتحاد الدولي (مؤرشف)  (الإنجليزية)
- كارلز بلاناس على موقع الاتحاد الأوربي (الإنجليزية)
- كارلز بلاناس على موقع قاعدة بيانات كرة القدم.إي يو (الإنجليزية)
- كارلز بلاناس على موقع Soccerbase.com (لاعب) (الإنجليزية)
- كارلز بلاناس على موقع Soccerway.com (الإنجليزية)
- كارلز بلاناس على موقع عالم كرة القدم.نت (الإنجليزية)
- كارلز بلاناس على موقع AS.com (الإسبانية)